# Homoporus nubilipennis
Homoporus nubilipennis är en stekelart som beskrevs av Orlando H. Garrido och Nieves Aldrey 1996. Homoporus nubilipennis ingår i släktet Homoporus och familjen puppglanssteklar.
Artens utbredningsområde är Spanien. Inga underarter finns listade i Catalogue of Life.